# Кустабаева, Лима Галиевна
Лима Галиевна Кустабаева (3 августа 1945 год, Магнитогорск, Челябинская область, СССР) — народная артистка Российской Федерации (1995), заслуженный деятель искусств РСФСР (1987) и Татарской АССР. Более 30 лет работала художественным руководителем Государственного ансамбля песни и танца Республики Татарстан. Директор, арт-директор культурного центра «Сайдаш», член-корреспондент международной академии информатизации, профессор кафедры музыкального исполнительства Казанского государственного института культуры.